# 미국 원예학회
미국원예학회는 미국 원예학 학술단체로 전문 작물 과학, 원예과학을 지원하는 기구이다. 영양가있는 식품 자원과 건강하고 아름다운 환경을 위한 국제적 솔루션을 추진한다. 연구자, 학생, 산업 종사자 등의 가입을 허용하며 홈페이지에서는 최근 소식 및 동향, 출판물 관련 정보원을 열람할 수 있다